# بارتولوميو فينيتو
بارتولوميو فينيتو (بالإيطالية: Bartolomeo Veneto)‏ وهو رسام إيطالي من فينيسيا ولد في سنة 1502، تعلم الرسم في لومبارديا من جنتيلي بلليني، المعلومات حوله مصدرها من تواقيعهُ وتواريخهُ ونقوشهُ، معظم لوحاته موجودة اليوم في ميلانو وتدل على أنه كان متأثراً بليوناردو دا فينشي توفي فينيتو في سنة 1546.

## معرض صور

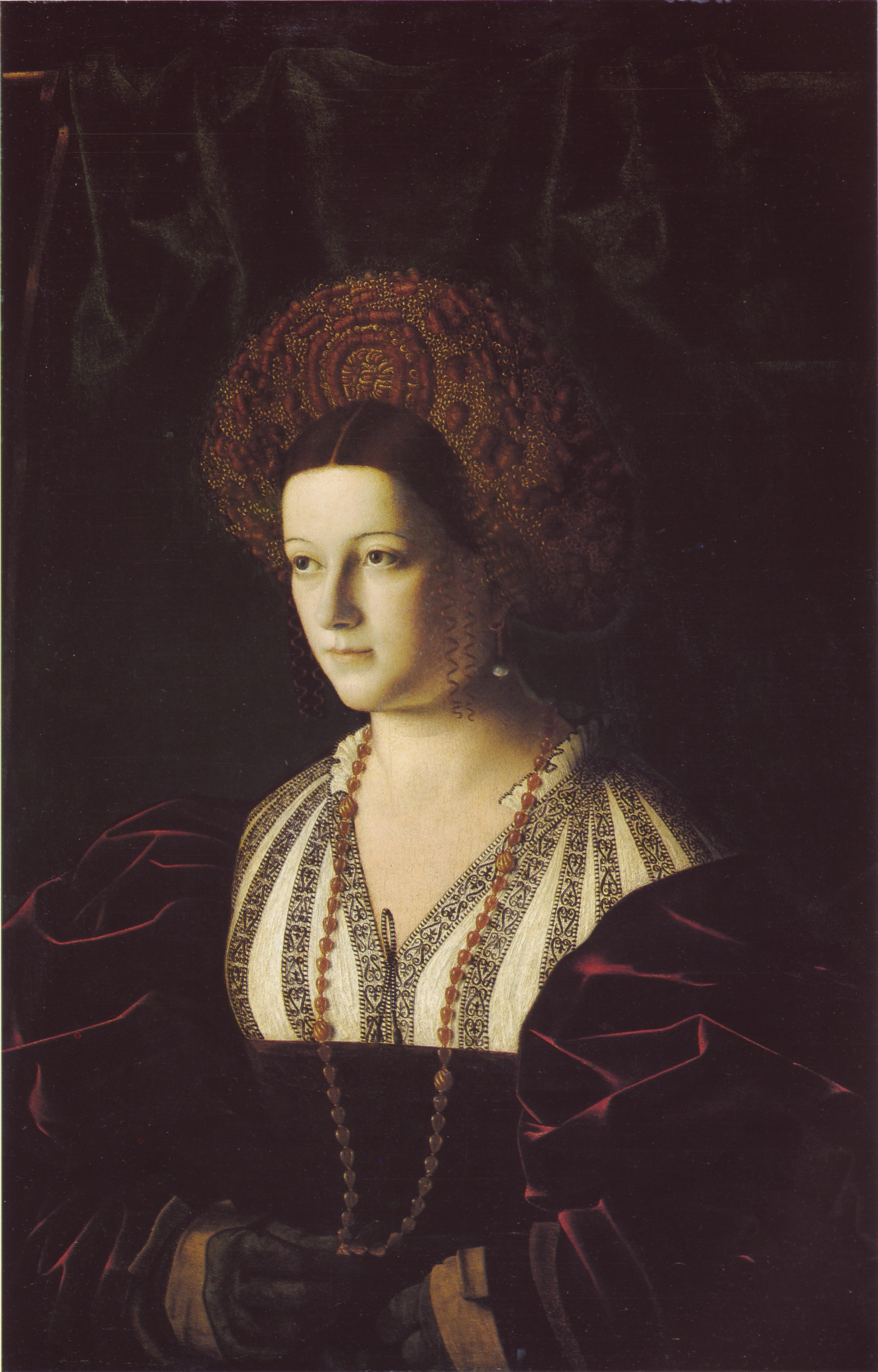
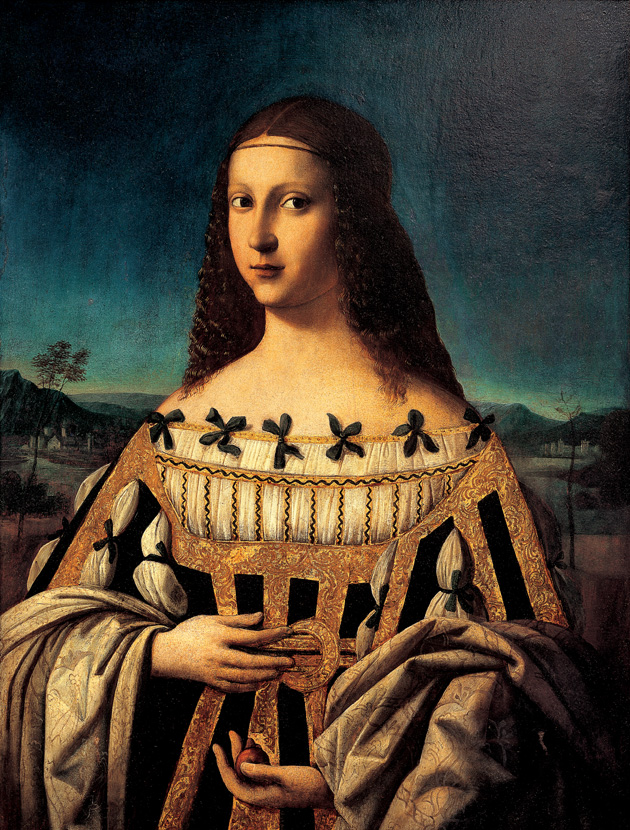
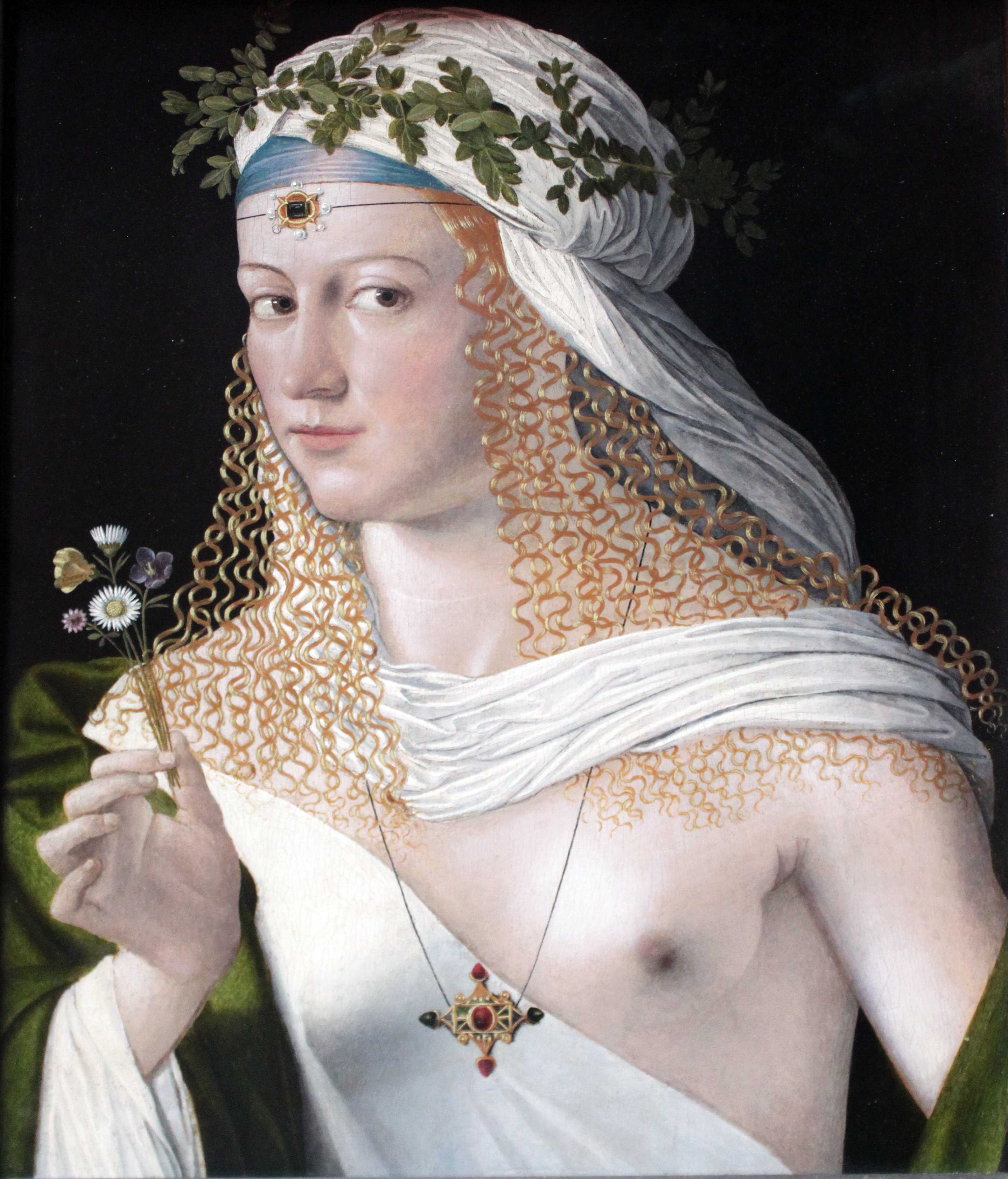